# Micromégas (Messac)
Pour les articles homonymes, voir Micromégas.

Micromégas est un essai de Régis Messac, traitant de l’homme dans son rapport à l’infiniment grand et à l’infiniment petit, paru à Nîmes en 1936.

## Livre
Ceux qui ont lu Voltaire connaissent Micromégas, conte philosophique, qui relate l’aventure des deux géants de passage sur la Terre, dont l’un est originaire de Saturne, l’autre de Sirius. Le thème n’est pas nouveau et l’on peut notamment rapprocher ces deux personnages de Pantagruel et Gargantua, géants rabelaisiens, de Gulliver, héros multidimensionnel (si l’on peut dire) de Swift. Les uns et les autres appartiennent à un genre littéraire que l’on retrouve jusque dans l’Antiquité, avec Hercule combattant les Pygmées. Avec ce Micromégas, c'est à l'étude d'œuvres traitant de l’homme dans son rapport à l’infiniment grand et à l’infiniment petit que nous convie Régis Messac. 
Il est à souligner la somme considérable d’ouvrages de fiction et de traités savants, souvent rébarbatifs, que l’auteur, pour arriver à ses fins, s’est donné la peine de dépouiller, et dans lesquels la variation de taille des êtres vivants a une incidence majeure. De Platon et d'Hérodote aux pulps américains, en passant par Pascal, Lamartine, Wells ou Octave Béliard, aucun aspect du sujet n’a été négligé. Des extraits de chaque ouvrage viennent illustrer le propos d’une manière aussi précise que possible. Certes, tous les récits de voyages dans l’infiniment grand et l’infiniment petit n’ont pas été découverts. « Il y aurait, nous dit Messac, une vaste enquête à entreprendre pour retrouver ceux qui, comme Balzac, ont effleuré l’idée en quelques lignes et contribué ainsi à diffuser ou à renforcer certaines conceptions inspirées par la science » et qui touchent « aux hypothèses fondamentales de la physique moderne ». Cependant, Messac ne se contente pas d'exposer, citations à l’appui, il pénètre de plus en plus loin dans la connaissance de l'univers et de l'atome, il critique du point de vue scientifique, et formule « quelques-unes des réflexions que pouvaient suggérer ces textes ainsi rapprochés ».
« Cette histoire d'un genre littéraire, nous confie Louis Trégaro, est aussi captivante que l’un quelconque des ouvrages de ce genre, et c'est encore un roman d'aventures que cette aventure d'un roman. »

## Critique
« Le Merveilleux scientifique »
L’histoire littéraire s’est beaucoup occupée du merveilleux païen et du merveilleux chrétien. Il semble bien qu'une troisième espèce se soit développée : le merveilleux scientifique, qui jusqu'à présent n'a guère été étudié. M. Régis Messac a entrepris de défricher ce territoire nouveau. Le roman scientifique est à peu près tout ce que le public sait de la science, son étude pourrait donc nous révéler la représentation qu'une époque se fait de la science, et en particulier les idées fausses qu’elle emmagasine. M. Messac a choisi le thème de Micromégas, le thème du grand et du petit et fait à ce sujet des remarques tout à fait pertinentes. (…) Mais ce thème du grand et du petit appelle, me semble-t-il, une remarque : il est employé par deux catégories distinctes d’auteurs. Les uns se posent la question : Que se passerait-il si… et laissent leur imagination se guider sur la science. Les autres, Rabelais, Voltaire, Swift, Wells y ont vu surtout un artifice commode pour exposer leurs idées hardies. Trop respectueux de la physique, ils auraient donné à leurs géants un caractère trop inhumain pour pouvoir nous toucher. Une telle littérature, par essence, est pseudo-scientifique. M. Messac a parfaitement senti cet écart, sur lequel il appuie sa propre philosophie.
(Pierre Burgelin, Micromégas par Régis Messac, c. 1936).
« Une leçon de relativité »
La conclusion qui se dégage de cette étude, c'est une grande leçon de relativité, non plus seulement morale, mais physique. Non seulement il y a impossibilité matérielle à seulement imaginer plausiblement des incursions humaines tant dans l'infiniment grand que dans l'infiniment petit, mais on en vient même à l'impossibilité logique d'y songer. (…)
Nous regretterons avec Messac que les dures exigences de la vie ne lui permettent pas de donner à ses travaux tout le développement qu'ils méritent. Des études comme Micromégas, comme ses Essais de morphologie littéraire qu'il publiait récemment dans les Primaires, véritable canevas de ce que devrait être une Histoire littéraire traitée du point de vue matérialiste, nous font cruellement déplorer qu'un écrivain comme Messac, qui a vraiment quelque chose à dire, ne puisse donner toute sa mesure faute de circonstances matérielles favorables, alors que tant d'Henry Bordeaux inondent le marché de leurs niaiseries, alors que le fils de François Mauriac se plaignait l'autre jour (Nouvelles littéraires du 11 avril) d'être harcelé par les éditeurs toujours prêts à éditer de lui n'importe quoi.
(Louis Trégaro, « Micromégas par Régis Messac », Les Primaires n° 78, juin 1936).
« Nul auteur plus brillant »
De nombreux auteurs plus ou moins scientifiques se sont penchés sur ce problème de l’infiniment petit ou de l’infiniment grand (…) et il n’est pas sans intérêt d’indiquer certaines des hypothèses à l’aide desquelles on a essayé de rapprocher ainsi l’homme d’êtres hypothétiques ayant des tailles disproportionnées. Nous nous permettrons, pour un tel exposé, de suivre aussi fidèlement que possible, car on ne saurait trouver d’auteur plus brillant, le travail remarquable de M. Régis Messac, intitulé Micromégas, travail dont le titre seul évoque le sujet qui nous intéresse ici.
(André Sainte-Laguë, Du connu à l'inconnu, préface de Jean Rostand, Gallimard, Paris, 1941, coll. l’Avenir de la science)
« Des études sans équivalent »
Régis Messac fut également le premier à étudier, avec une rigueur et une originalité intellectuelles qui étonnent pour l'époque où il écrit, la science-fiction et le roman utopique et conjectural. Ses monographies sur les récits de l'infiniment grand et l'infiniment petit (Micromégas - 1936) et sur le roman préhistorique (les Romans de l'homme-singe - 1935) retiennent d'autant plus l'attention qu'elles n'ont pas encore d'équivalent en domaine français où une étroite conception de l'imagination littéraire, une méfiance invétérée pour le prétendu merveilleux scientifique font tenir en suspicion une production nationale pourtant vaste et originale.
(Marc Angenot, « Smith Conundrum, un roman satirique sur Mac Gill University », Voix & Images, volume III, n° 1, Montréal, septembre 1977. Lire l'article)
« Rarissime et fondamental »
(…) Ouvrage rarissime et pourtant fondamental. Dans Micromégas, Régis Messac analyse de nombreux textes d’anticipation français, déjà tombés en oubli à son époque et que plus personne ne connaît de nos jours. L'œuvre critique de Messac est la plus importante jamais réalisée sur les débuts de la science-fiction dans le monde, et mériterait d'être éditée en volume.
(Francis Valéry, L’Express, janvier 1981)

## Édition
- Micromégas, La Laborieuse, Nîmes, 1936, 93 pages.
- Micromégas, Êditions Ex Nihilo, 2008  (ISBN 978-2-916185-04-0)